# Armeeabteilung A (Deutsches Kaiserreich)
Die Armeeabteilung A (ursprünglich Armeeabteilung Falkenhausen) war eine während des Ersten Weltkriegs am 15. September 1914 gebildete Armeeabteilung des Deutschen Heeres. Sie wurde als einer von drei solcher Großverbände an der Westfront bis 1918 zum Schutz des Reichslandes Elsaß-Lothringen eingesetzt.

## Geschichte
Die „Armeeabteilung Falkenhausen“ wurde am 15. September 1914, nach der Schlacht an der Marne und dem Beginn des Wettlaufs zum Meer, aus den vor Ort verbleibenden Teilen der in Masse nach Norden verlegten 6. Armee unter dem Befehl des reaktivierten Generals Ludwig von Falkenhausen, zuvor Kommandierender General des Ersatzkorps, gebildet und der Obersten Heeresleitung direkt unterstellt. Sie umfasste zu diesem Zeitpunkt:
- die bisherigen Divisionen des Ersatzkorps
- I. Königlich Bayerisches Reserve-Korps (wenig später nach Nordfrankreich verlegt)
- Korps Eberhardt
- zwei Landwehrbrigaden

Zusätzlich wurde ihr die Festung Straßburg unterstellt. Das Hauptquartier befand sich anfangs in Mörchingen, später in Metz und ab Dezember 1914 in Straßburg. Die Armeeabteilung fand südlich Anschluss an die Armeeabteilung Gaede und nördlich an die Armeeabteilung Strantz. Im Dezember 1914 wurde Falkenhausen zum Generaloberst befördert und ihm die Leitung der Operationen der Armeeabteilung Gaede zusätzlich übertragen, was das Verhältnis zwischen den beiden Befehlshabern Falkenhausen und Hans Gaede zusehends belastete. Die Unterstellung wurde im August 1915 wieder aufgehoben, ohne dass dies die Missstimmigkeiten vollends beseitigt hätte. Im April 1916 wurde Falkenhausen auf den Posten des Oberbefehlshabers der Küstenverteidigung versetzt, ihm folgte der sächsische General Karl Ludwig d’Elsa nach und die Armeeabteilung wurde in der Folge in „Armeeabteilung A“ umbenannt.
Im Januar 1917 wurde General d’Elsa durch Bruno von Mudra abgelöst. Im März 1917 wurde im Zuge der Neugliederung der Westfront die Heeresgruppe Herzog Albrecht unter Albrecht von Württemberg vorgesetzte Kommandobehörde der Armeeabteilung A. Der letzte Kommandowechsel für die Armeeabteilung trat im Juni 1918 ein, als General von Mudra zur 1. Armee versetzt wurde und Johannes von Eben den Befehl von ihm übernahm. Nach dem Waffenstillstand von Compiègne und der Novemberrevolution in Deutschland wurde die Armeeabteilung im Dezember 1918 aufgelöst.

## Oberbefehlshaber
| Dienstgrad                            | Name                    | Datum                                                                   |
| ------------------------------------- | ----------------------- | ----------------------------------------------------------------------- |
| General der Infanterie/ Generaloberst | Ludwig von Falkenhausen | 17. September 1914 bis 14. April 1916                                   |
| Sächs. General der Infanterie         | Karl Ludwig d’Elsa      | 17. April 1916 bis 1. Januar 1917                                       |
| General der Infanterie                | Bruno von Mudra         | 04. Januar 1917 bis 17. Juni 1918                                       |
| General der Infanterie                | Johannes von Eben       | 18. Juni bis 28. November 1918 (bis 5. August zugleich OB der 9. Armee) |

## Chef des Generalstabes
| Dienstgrad            | Name                              | Datum                                    |
| --------------------- | --------------------------------- | ---------------------------------------- |
| Oberst/ Generalmajor  | Georg Weidner                     | 17. September 1914 bis 13. November 1916 |
| Sächs. Oberst         | Hans von Eulitz                   | 14. November bis 27. Dezember 1916       |
| Major                 | Robert von Klüber                 | 28. Dezember 1916 bis 10. April 1917     |
| Major/ Oberstleutnant | Friedrich von Esebeck             | 12. April 1917 bis 17. Juni 1918         |
| Major                 | Walter Bronsart von Schellendorff | 17. bis 21. Juni 1918                    |
| Oberstleutnant        | Robert von Klüber                 | 22. Juni bis 11. Oktober 1918            |
| Oberstleutnant        | Richard von Pawelsz               | 12. Oktober bis 2. November 1918         |
| Sächs. Generalmajor   | Martin von Oldershausen           | 02. November 1918 bis 31. Dezember 1918  |